# Каріна Моберг
Каріна Елізабет Моберг (швед. Carina Elisabeth Moberg; 14 квітня 1966 — 15 серпня 2012, Худдінге) — шведська політична діячка.

## Кар'єра
Була депутаткою Риксдагу, представляючи інтереси Стокгольма з 1994 по 2012 роки, після чого була замінена Мікаелем Дамбергом. Була членкинею Соціал-демократичної партії Швеції. За професією була фізіотерапевткою.
У Риксдазі Каріна Моберг була керівницею групи соціал-демократичної партії та заступницею голови комітету з призначень. Вона також була членкинею Консультативної ради з питань закордонних справ та Ради Риксдагу.
Моберг була офіційнею гостею на весіллі 2010 року принцеси Вікторії у супроводі Джонні Ахквіста.
Її політичні пріоритети включали гендерну рівність у шлюбі та зайнятість.

## Смерть
46-річна Каріна Моберг померла 15 серпня 2012 року в Гуддінзі (льон Стокгольм, Швеція) після тривалої боротьби з раком.